# T.I.
Clifford Joseph Harris Jr., spíše známý jako T.I. (* 25. září 1980 Atlanta, Georgie) je americký rapper, hudební producent a herec. Je třínásobným držitelem ocenění Grammy. Také je zakladatelem hudebního labelu Grand Hustle Records.

## Dětství
Clifford Joseph Harris se narodil v roce 1980 ve městě Atlanta. Jeho rodiči jsou Clifford "Buddy" Harris a Violeta Morgan. V dětství žil u svých prarodičů, jelikož jeho otec bydlel v New Yorku. S rapováním započal v roce 1989, v devíti letech. Ze střední školy odešel a věnoval se prodávání drog , ve čtrnácti byl poprvé uvězněn, tehdy získal přezdívku Tip. V roce 2001 si ho všimli u Arista Records, kde s ním podepsali smlouvu TIP si pozměnil pseudonym na T.I. z respektu k jinému členu labelu, který se jmenoval Q-Tip.

## Hudební kariéra a problémy se zákonem

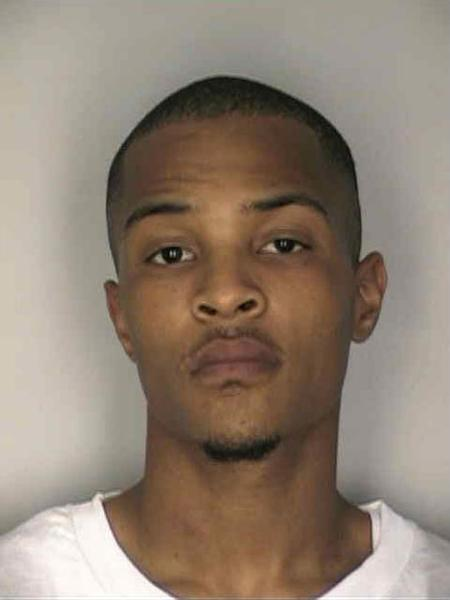
Policejní fotka Clifforda J. Harrise (T.I.) z roku 2003

### I'm Serious (2001–2002)
Ještě během roku 2001 T.I. zveřejnil svůj debut I'm Serious. Album však u posluchačů i kritiků propadlo a to i přesto, že na albu hostovala spousta známých jmen, jako jsou: Pharrell Williams, Lil Jon nebo Pastor Troy. Naproti tomu ho Pharrell označil za "Jay-Zýho jihu", ale i přesto byl T.I. za svůj neúspěch vyhozen z Arista Records. T.I. reaguje založením vlastního labelu Grand Hustle Records, na kterém vydá několik mixtapů ve spoluprási s DJ Drama. Mixtapy mu opět obnoví potenciál a T.I. je upsán i se svým labelem pod Atlantic Records.

### Trap Muzik a Urban Legend (2003–2005)
Jeho druhé album Trap Muzik (2003) zaznamenalo mnohem větší úspěch než debut. Prodalo se ho přes milion kusů a stalo se platinovým. V roce 2004 T.I. porušil podmínku trvající od roku 1998, kterou dostal za držení drog. Byl odsouzen na tři roky ve vězení, ale po jednom měsíci byl propuštěn do "domácího vězení", aby tak mohl pokračovat ve své práci. Ke konci roku 2004 vyšlo jeho třetí album Urban Legend. Album obsahuje singl U Don't Know Me, který byl nominován cenu Grammy. Stejné nominace se dočkal i za spolupráci s Destiny's Child a Lil Waynem na písni Soldier. Ve stejném roce získá i dalších šest ocenění v Billboard Awards a BET Awards. Album Urban Legend se stalo také platinovým.

### King a T.I. vs. T.I.P. (2006–2007)

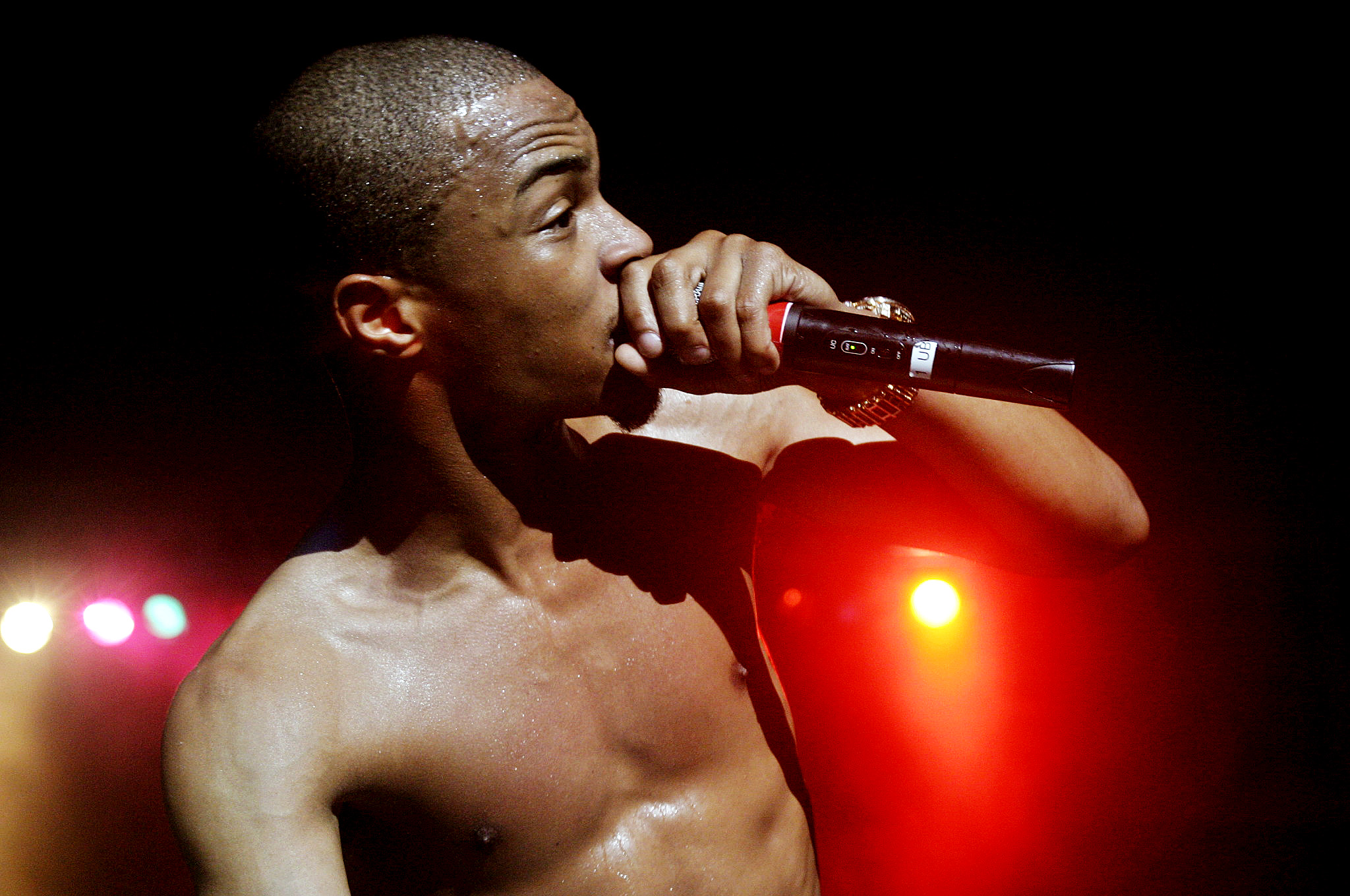
T.I. na koncertu Summer Jam v Pittsburghu (2006)

Album King (2006) bylo jeho prvním albem, které debutovalo jako #1 na žebříčku Billboard 200. Za singl What You Know konečně získal cenu Grammy. Prodeje zvýšil i první film, ve kterém T.I. hrál, nazvaný ATL (2006). Ve stejném roce spolupracoval i na písni od DJ Khaleda We Takin' Over. O rok později vydal nové album T.I. vs. T.I.P., které zaznamenalo podobný úspěch, jako album předchozí. Na tomto albu spolupracují s T.I. hvězdy jako jsou: Nelly, Eminem, Jay-Z nebo Busta Rhymes. T.I. vs. T.I.P. se stejně jako King stalo platinovým.
V roce 2007 byl zadržen za pokus o koupi nelegální poloautomatické zbraně od nastrčeného agenta FBI. Při prohlídce jeho vozidla policie nalezla další tři neregistrované samopaly a dva tlumiče. Soudce mu zabavil jmění v hodnotě tří milionů amerických dolarů v akciích, 2 milionů v hotovosti a jednoho milionu v majetku. T.I. byl až do vynesení rozsudku, po zaplacení kauce, v domácím vězení, které mohl opustit jen z lékařský důvodů a na soudní přelíčení. V domě se mohla pohybovat jen T.I. rodina. Rozsudek měl být vynesen v únoru 2008. Byl odsouzen k roku "domácího vězení" a k 1 500 hodin obecně prospěšných prací. Vynesení délky pobytu ve vězení bylo odloženo na březen 2009.

### Paper Trail a No Mercy (2008–2010)
Během svého "domácího vězení", při kterém byl T.I. neustále monitorován, nahrál své další album Paper Trail, vedoucím singlem z alba, je jeho doposud nejúspěšnější singl Whatever You Like. Na albu spolupracovali: Rihanna, Kanye West, Lil Wayne, Jay-Z nebo například Justin Timberlake. Píseň Swagga Like Us získala cenu Grammy, celé album je zatím nejprodávanějším T.I. počinem, je 2× platinové. O něco později vyšel i re-release k albu, ale jen v digitální podobě s několika novými písněmi.
V květnu 2009 nastoupil svůj trest - rok a jeden den ve vězení v Arkansasu a zaplacení pokuty 100 000 amerických dolarů. Původně T.I. hrozilo deset let a pokuta 250 000. Avšak již po deseti měsících byl propuštěn do "Domu na půl cesty", kde strávil zbylé dva měsíce. Po propuštění je T.I. nucen podstupovat neohlášené testy DNA a domovní prohlídky. Byl propuštěn na tříletou podmínku.
Roku 2010 se chystal vydat album King Uncaged, ke kterému vydal promo singl I'm Back. V květnu vydal také promo singl ke svému novému filmu Takers (Gangsteři), singl s názvem Yeah Ya Know (Takers) měl být jak na soundtracku k filmu, tak i na albu. V červnu vydal první oficiální singl k albu, ten se jmenuje Got Your Back a hostuje na něm zpěvačka Keri Hilson. Nyní je ovšem vydání alba odloženo, jelikož v září 2010 porušil svou tříletou podmínku tím, že u něho byla nalezena Extáze a po testech krve mu byl zjištěn Kodein v krvi. 15. října 2010 byl soudem odsouzen k jedenácti měsícům ve vězení za porušení podmínky, a to i přesto, že jeho šestičlenný právnický tým navrhoval léčení na protidrogové klinice. V prosinci 2010 vydal nové album přejmenované na No Mercy, ke kterému výše zmíněné písně byly vydány jen jako bonusový materiál. Album získalo ocenění zlatá deska.

### Trouble Man: Heavy Is The Head a Paperwork (2011–2014)

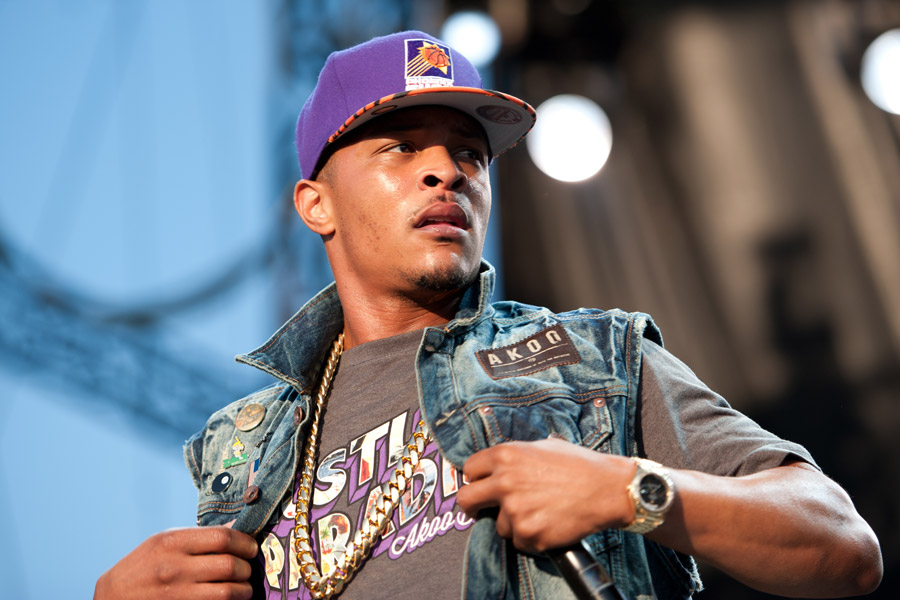
T.I. při vystoupení (2012)

Začátkem podzimu roku 2011 byl propuštěn z vězení. V listopadu 2011 oznámil nahrávání svého osmého alba s plánovaným názvem Trouble Man, které mělo být vydáno 4. září 2012. Nakonec bylo vydáno 18. prosince 2012 pod názvem Trouble Man: Heavy Is The Head. K propagaci alba byly vydány singly "Love This Life" a "Go Get It", které se umístily v druhé polovině US žebříčku Billboard Hot 100. Prvním oficiálním singlem byla píseň "Ball" (ft. Lil Wayne), která debutovala na 50. příčce. V první týden prodeje alba se v USA prodalo 179 000 kusů, čím debutovalo na 2. příčce žebříčku Billboard 200. Vydáním alba splnil podmínky smlouvy u Atlantic Records, a tím s nimi ukončil spolupráci. Celkem se v USA prodalo 502 000 kusů alba a album získalo certifikaci zlatá deska.
V roce 2013 vydal kompilační mixtape svého labelu Grand Hustle Records s názvem Grand Hustle Presents: Hustle Gang, singl "Memories Back Then" se umístil na 88. příčce v USA. Rok 2013 byl také původně plánován pro vydání jeho devátého studiového alba Trouble Man II: He Who Wears the Crown. První singl z alba byl vydán v červnu 2013 a nesl název "Wit Me" (ft. Lil Wayne) a umístil se na 80. příčce žebříčku Billboard Hot 100. Z přípravy tohoto alba ale nakonec sešlo. V roce 2013 také hostoval na velmi úspěšném singlu "Blurred Lines" od Robina Thicka.
V listopadu 2013 podepsal smlouvu u Columbia Records. Zde začal přehrávat své deváté studiové album, které nově nese název Paperwork. Výkonným producentem alba je Pharrell Williams. Prvním singlem byla zvolena píseň "About the Money" (ft. Young Thug); umístil se na 42. příčce v žebříčku Billboard Hot 100. Druhý singl "No Mediocre" (ft. Iggy Azalea) se umístil na 33. příčce. Album bylo vydáno 21. října 2014. V první týden prodeje v USA se ho prodalo 80 000 kusů a umístilo se tím na 2. příčce žebříčku Billboard 200.

### Us or Else, Dime Trap a The L.I.B.R.A. (2015–2020)
V roce 2015 podepsal distribuční a partnerskou smlouvu se společností Roc Nation, kterou vede rapper Jay-Z. V září vydal na streamovací službě Tidal EP s názvem Us or Else. EP bylo vydáno na podporu hnutí Black Lives Matter. EP, které bylo vydáno pouze digitálně, se umístilo na 175. příčce žebříčku Billboard 200. V prosinci 2016 bylo EP následováno vydáním prodloužené verze Us or Else: Letter To The System. Singly "We Will Not", "Warzone", "Black Man" a "Switchin' Lanes" byly vydávány nejdříve exkluzivně přes Tidal, ovšem v hitparádách nezabodovaly.
V říjnu 2018 vydal své desáté studiové album s názvem Dime Trap. Album debutovalo na 13. příčce žebříčku Billboard 200 se 32 000 prodanými kusy (po započítání streamů). Z alba bylo vydáno několik singlů, žádný ovšem v hitparádách neuspěl.
V říjnu 2020 se vrátil se svým jedenáctým sólovým albem The L.I.B.R.A., prvním, které vydal nezávisle s distribucí u Empire Distribution. Název tvoří akronym pro Legend Is Back Running Atlanta. Debutovalo na 18. příčce žebříčku Billboard 200. Z alba pochází singly "Ring" (ft. Young Thug) a "Pardon" (ft. Lil Baby) (97. příčka). Druhým se T.I. po šesti letech vrátil sólovým singlem do hitparády Billboard.

## Herecká kariéra
Na stříbrném plátně debutoval v roce 2006 ve filmu ATL. V roce 2007 získal roli Stevieho Lucase, synovce Franka Lucase ve filmu Americký gangster. O tři roky později si zahrál v hvězdně obsazeném filmu Gangsteři (2010). Následně se objevil v celé řadě vedlejších rolí úspěšných snímků, například: Zocelovací kúra (2015), Ant-Man (2015), Poldův švagr (2016), Ant-Man a Wasp (2018) nebo Jmenuju se Dolemite (2019).
V televizi zazářil ve vlastních reality show T.I.'s Road to Redemption (2009), T.I. & Tiny: The Family Hustle (2011–2017), The Grand Hustle (2018), T.I. & Tiny: Friends & Family Hustle (2018–2020) a jako porotce působil v televizní soutěži Rhythm + Flow. Dále hrál v TV seriálech Šéf (2012) a Profesionální lháři (2014).

## Zajímavosti
- Podle časopisu Forbes T.I. vydělal 16 milionů amerických dolarů v roce 2006, 13 milionů v roce 2007, 8 milionů v roce 2008 a 9 milionů v roce 2009, částečně během svého uvěznění.
- T.I. vlastní prestižní atlantský klub Club Crucial.
- V roce 2007 podepsal smlouvu se společností Chevrolet na propagaci nového modelu Impala, po uvěznění byl kontrakt zrušen.
- Ve stejném roce spustil i svou vlastní internetovou sociální sít StreetCred, na které měl účet i Diddy, ale web byl v roce 2008 na neurčito zrušen.
- T.I. má pět dětí se třemi ženami.
- 30. července 2010 si v Miami, Florida vzal svou dlouholetou přítelkyni, a to o pět let starší zpěvačku Tameku "Tiny" Cottle (bývalou členku skupiny Xscape), s kterou má již dva syny.[12] Soukromý obřad, kterému přihlížely celebrity jako jsou Usher, Ashanti, Jermaine Dupri, Nelly, Bow Wow nebo Lil Scrappy, byl však jen prvním ze tří obřadů, které pár plánoval. Druhý proběhl druhého dne (31. července) na Star Islandu na Miami Beach.[13]
- Poté, co v roce 2010 porušil svou podmínku, za což mu hrozil návrat do vězení, s ním rozvázaly reklamní smlouvy společnosti AXE a Remy Martin Cognac.[14] Na začátku listopadu 2010 T.I. skutečně nastoupil zpět do věznice na jedenácti měsíční výkon trestu.[15] Na konci září 2011 byl znovu propuštěn na svobodu.[16]

## Diskografie

### Studiová alba
| Rok  | Album                                                                                          | Nejvyšší umístění v hitparádě | Nejvyšší umístění v hitparádě | Nejvyšší umístění v hitparádě | Nejvyšší umístění v hitparádě | Nejvyšší umístění v hitparádě | Ocenění                                   |
| Rok  | Album                                                                                          | US 200                        | US Hip-Hop                    | US Rap                        | CAN                           | UK                            | Ocenění                                   |
| ---- | ---------------------------------------------------------------------------------------------- | ----------------------------- | ----------------------------- | ----------------------------- | ----------------------------- | ----------------------------- | ----------------------------------------- |
| 2001 | I'm Serious - Vydáno: 9. října 2001 - Vydavatel: Ghett-O-Vision, Arista                        | 98                            | 27                            | *                             | —                             | —                             | US: /                                     |
| 2003 | Trap Muzik - Vydáno: 19. srpna 2003 - Vydavatel: Grand Hustle, Atlantic                        | 4                             | 2                             | 1                             | —                             | —                             | US: platinové                             |
| 2004 | Urban Legend - Vydáno: 30. listopadu 2004 - Vydavatel: Grand Hustle, Atlantic                  | 7                             | 1                             | 1                             | —                             | —                             | US: platinové                             |
| 2006 | King - Vydáno: 28. března 2006 - Vydavatel: Grand Hustle, Atlantic                             | 1                             | 1                             | 1                             | 24                            | 83                            | US: platinové CAN: zlaté UK: stříbrné     |
| 2007 | T.I. vs. T.I.P. - Vydáno: 3. července 2007 - Vydavatel: Grand Hustle, Atlantic                 | 1                             | 1                             | 1                             | 7                             | 101                           | US: platinové CAN: zlaté                  |
| 2008 | Paper Trail - Vydáno: 30. září 2008 - Vydavatel: Grand Hustle, Atlantic                        | 1                             | 1                             | 1                             | 2                             | 42                            | US: 2x platinové CAN: platinové UK: zlaté |
| 2010 | No Mercy - Vydáno: 7. prosince 2010 - Vydavatel: Grand Hustle, Atlantic                        | 4                             | 1                             | 1                             | 35                            | 39                            | US: zlaté                                 |
| 2012 | Trouble Man: Heavy Is the Head - Vydáno: 18. prosince 2012 - Vydavatel: Grand Hustle, Atlantic | 2                             | 1                             | 1                             | —                             | 188                           | US: zlaté                                 |
| 2014 | Paperwork - Vydáno: 21. října 2014 - Vydavatel: Grand Hustle, Columbia                         | 2                             | 1                             | 1                             | —                             | 85                            | US: /                                     |
| 2018 | Dime Trap - Vydáno: 5. října 2018 - Vydavatel: Grand Hustle, Epic                              | 13                            | 8                             | 8                             | 63                            | —                             | US: /                                     |
| 2020 | The L.I.B.R.A. - Vydáno: 16. října 2020 - Vydavatel: Grand Hustle, Empire                      | 18                            | 9                             | 11                            | —                             | —                             | US: /                                     |

### EP
- 2007 - A King of Oneself EP
- 2009 - Paper Trail: Case Closed EP
- 2015 - Da' Nic
- 2016 - Us or Else

### Kompilace
- 2005 - Urban Legend: Chopped & Screwed
- 2009 - The Redemption is Over
- 2016 - Us or Else: Letter to the System (prodloužené EP, Tidal exclusive)

### Úspěšné singly
Singly, které se umístily v americkém žebříčku Billboard Hot 100:
- 2003 - "24's"
- 2004 - "Rubberband Man"
- 2004 - "Let's Get Away" (ft. Jazze Pha)
- 2004 - "Bring Em Out"
- 2005 - "U Don't Know Me"
- 2005 - "ASAP"
- 2006 - "What You Know"
- 2006 - "Why You Wanna"
- 2006 - "Top Back"
- 2007 - "Big Things Poppin' (Do It)"
- 2007 - "You Know What It Is" (ft. Wyclef Jean)
- 2008 - "No Matter What"
- 2008 - "Whatever You Like"
- 2008 - "Swing Ya Rag" (ft. Swizz Beatz)
- 2008 - "What Up, What's Haapnin'"
- 2008 - "Swagga Like Us" (ft. Jay-Z, Kanye West, Lil Wayne)
- 2008 - "Ready for Whatever"
- 2008 - "Live Your Life" (ft. Rihanna)
- 2009 - "Dead and Gone" (ft. Justin Timberlake)
- 2009 - "Remember Me" (ft. Mary J. Blige)
- 2009 - "Hell of a Life"
- 2010 - "I'm Back"
- 2010 - "Yeah Ya Know (Takers)"
- 2010 - "Got Your Back" (ft. Keri Hilson)
- 2010 - "Get Back Up" (ft. Chris Brown)
- 2010 - "That's All She Wrote" (ft. Eminem)
- 2011 - "We Don't Get Down Like Y'all" (ft. B.o.B)
- 2011 - "I'm Flexin'" (ft. Big K.R.I.T.)
- 2012 - "Love This Life"
- 2012 - "Go Get It"
- 2012 - "Ball" (ft. Lil Wayne)
- 2013 - "Memories Back Then" (ft. B.o.B, Kendrick Lamar a Kris Stephens)
- 2013 - "Wit' Me" (ft. Lil Wayne)
- 2014 - "About the Money" (ft. Young Thug)
- 2014 - "No Mediocre" (ft. Iggy Azalea)
- 2020 - "Pardon" (ft. Lil Baby)

## Filmografie

### Filmy
- 2006 – ATL
- 2007 – American Gangster / (Americký gangster)
- 2010 – Takers / (Gangsteři)
- 2013 – Identity Thief / (Z cizího krev neteče)
- 2015 – Get Hard / (Zocelovací kúra)
- 2015 – Ant-Man
- 2015 – Entourage / Vincentův svět (cameo role)
- 2017 – Sleepless
- 2017 – Krystal
- 2018 – Ant Man & The Wasp / Ant-Man a Wasp
- 2019 – Dolemite Is My Name / Jmenuju se Dolemite
- 2020 – Cut Throat City
- 2020 – Monster Hunter

### TV seriály
- 2005 – O.C.
- 2008 – Vincentův svět
- 2012–14 – Single Ladies
- 2012 – Šéf
- 2012 – Havaj 5-0
- 2014 – Profesionální lháři
- 2016 – Kořeny

### Reality show
- 2009 – Kathy Griffin: My Life on the D-List
- 2011–17 – T.I. and Tiny: The Family Hustle
- 2018 – The Grand Hustle
- 2018–... – T.I. & Tiny: Friends & Family Hustle
- 2019 – Rhythm + Flow